# Jacob Lilienthal
Jacob Aloys Lilienthal (ur. 20 października 1802 w Braniewie, zm. 8 listopada 1875 w Reszlu) – nauczyciel i historyk Warmii, w latach 1826–1848 wykładowca braniewskich szkół (gimnazjum i Elisabethschule), następnie dyrektor progimnazjum w Reszlu, doprowadził do utworzenia pełnego gimnazjum.

## Życiorys

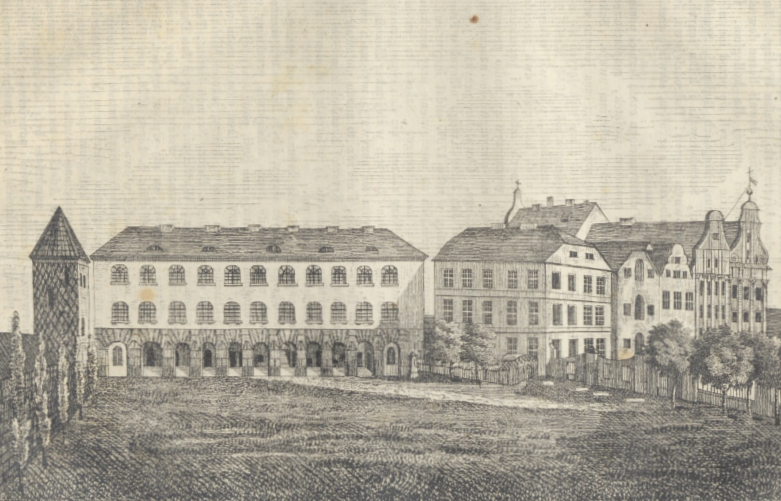
Dziedziniec gimnazjum w Braniewie, w czasach pracy Lilienthala

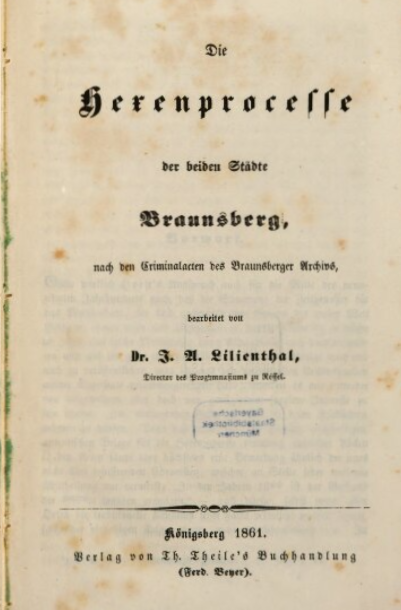
Die Hexenprozesse der beiden Städte Braunsberg (dodruk wznawiany jeszcze w XXI w.)

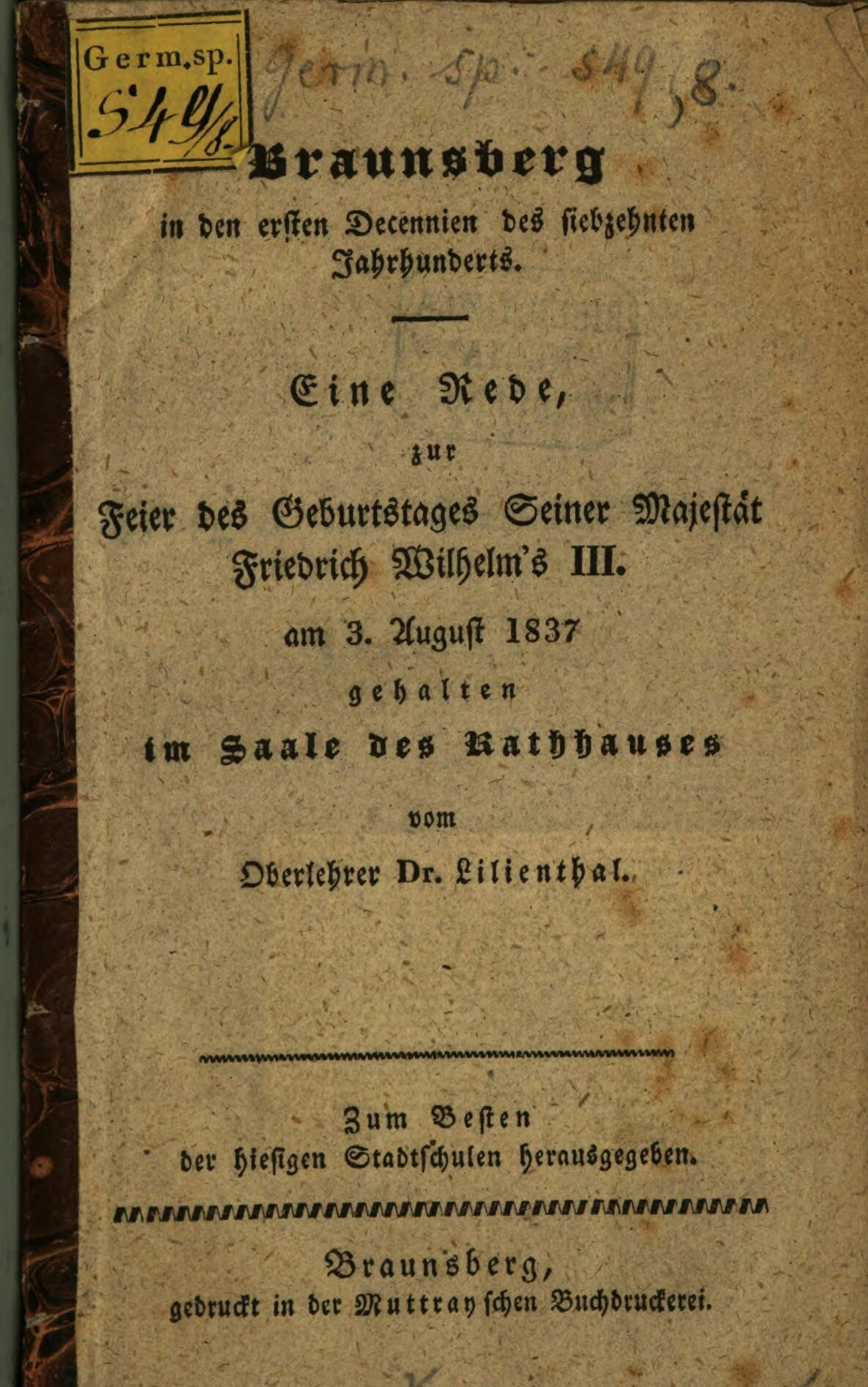
Braunsberg in den ersten Decennien des 17. Jahrhunderts

Urodził się w rodzinie średniozamożnego krawca Jacoba Aloysa (1765–1835) i Rosalie z domu Weck w Nowym Mieście Braniewie. Jego dziadek Johann przybył do Braniewa ze wsi Żegoty w pow. lidzbarskim i osiedlił się przy Wysokiej Bramie jako kowal. Jacob w latach 1816–1822 uczęszczał do gimnazjum w Braniewie, kończąc je w 1822 maturą z bardzo dobrymi wynikami (Zeugnis I Grades). Kształcił się tam między innymi u takich znakomitych profesorów jak Schmülling czy Gerlach, którzy ukształtowali jego zainteresowania naukowe. Następnie od 17 sierpnia 1822 do Wielkanocy 1824 studiował na Uniwersytecie w Królewcu, od 5 maja 1824 matematykę i języki starożytne na Uniwersytecie w Berlinie. Studiował m.in. u Johannesa Voigta, na którego habilitację 20 marca 1823 został powołany jako urzędowy oponent. 15 lipca 1826 ukończył studia w Berlinie, zdając egzamin z zakresu filologii i matematyki i uzyskując stopień doktora. Powrócił do rodzinnego Braniewa, zostając od 21 września tego roku nauczycielem w gimnazjum. Zajął tu wkrótce miejsce profesora Schmüllinga, który w 1827 opuścił na stałe Braniewo. Prowadził zajęcia z matematyki, fizyki, łaciny, greki oraz języka niemieckiego. W 1838 uzyskał tytuł Oberlehrer (starszy nauczyciel). W 1847 został dyrektorem progimnazjum w Reszlu, 16 września 1848 ostatecznie odszedł z pracy w gimnazjum w Braniewie. W progimnazjum w Reszlu pracował do przejścia na emeryturę w 1866 roku, w tym czasie doprowadził do utworzenia w mieście pełnego gimnazjum. Po odejściu na emeryturę mieszkał w Reszlu w kręgu swojej rodziny jako szanowany obywatel miasta. Nadal udzielał się jeszcze w administracji samorządowej, m.in. jako zastępca burmistrza.
Zmarł w 1875 roku w Reszlu.

### Działalność naukowa, społeczna i polityczna
Podczas ponad 20-letniej pracy jako nauczyciel w gimnazjum Braniewie zajmował się zgłębianiem historii tego miasta i Warmii, wykorzystując bogate archiwalia tego miasta. Przez biskupa Thiela nazwany nestorem badań historii Warmii. Przez lata przeprowadzał przegląd braniewskiego archiwum, poszukując źródeł do dziejów regionu i rodzinnego miasta. Lilienthal był między innymi autorem opracowań poświęconych wspomnianym dziedzinom. W zbiorowej pamięci utrwalił się jednak jako autor historii Warmii, dziejów reszelskiego gimnazjum oraz sporów pomiędzy rajcami Starego i Nowego Miasta Braniewa. Od 1832 pełnił funkcję rajcy miejskiego w Braniewie, zajmując się szczególnie problemami szkolnictwa. Bardzo się angażował w pracę szkoły dla dziewcząt „Töchterschule", wymieniany był jako jeden z jej kierowników (szkoła została przekształcona później w Elisabethschule).
Ponadto aktywnie angażował się we wspieranie fundacji stypendialnych, między innymi fundacji im. Jana Preucka.

## Publikacje (wybór)
- Braunsberg in den ersten Decennien des 17. Jahrhunderts: Eine Rede zur Feier des Geburtstages Sr. Maj. Friedrich Wilhelms III. am 3.8.37 gehalten, Braunsberg 1837
- Fortsetzung der Beiträge zur Geschichte des Königl. Progymnasiums in Rössel von 1780 bis 1835, Sechszehnter Jahresbericht über das Königl. Progymnasium zu Rössel, Königsberg 1847
- Die Hexenprocesse der beiden Städte Braunsberg: nach d. Criminalacten d. Braunsberger Archivs, Królewiec 1861[10] (książka wznawiana w XXI wieku)
- Die Erweiterung des Kgl. Gymnasiums zu Rößel zu einem vollständigen Gymnasium, in: Zeitschrift für die Geschichte und Altertumskunde des Ermlands, Band 5, Braunsberg 1870, s. 405–409